# Testamentul unui excentric
Testamentul unui excentric (în franceză Le Testament d'un excentrique) este un roman scris de Jules Verne în 1897 și apărut în foileton în Magasin d'Éducation et de Récréation a lui Hetzel între 1 ianuarie și 15 decembrie 1899, apoi în volum în anul 1900, la aceeași editură.

## Povestea
Cartea relatează desfășurarea unui gigantic joc pe teritoriul Statelor Unite, în care fiecare căsuță corespunde unui stat american. William J. Hypperbone, un excentric bogat, decide să își lase averea unuia dintre locuitorii orașului Chicago. Astfel, după moartea sa, are loc o loterie în cadrul căreia sunt aleși șase "concurenți", care trebuie să participe la "Jocul gâștei", desfășurat la scara Statelor Unite.
Cei șase concurenți aleși prin tragere la sorți sunt artistul Max Réal (cu însoțituroul său, Tommy), boxerul profesionist Tom Crabbe (cu antrenorul său, John Milner), cămătarul Hermann Titbury (cu soția sa, Kate), jurnalistul Harris T. Kymbale (singur), vânzătoarea Lissy Wag (cu prietena ei, Jovita Foley) și ofițerul de marină Hodge Urrican (cu însoțitorul său, Turk). Lor li se adaugă misteriosul jucător cunoscut doar ca "XKZ", a cărui participare la joc este menționată într-un codicil la testament.
Traseul fiecărui concurent este desemnat de aruncarea zarurilor, iar Jules Verne se folosește de acest prilej pentru a descrie statele componente ale SUA, cu specificul lor geografic, istoric și legal. Aventurile prin care trece fiecare concurent pe traseul său sunt diverse, ei profitând de "căsuțele" jocului care îi ajută să înainteze, îi trimit înapoi, îi țin pe loc, îi pun să plătească amenzi sau îi scot din joc. De exemplu, Hermann Titbury este acuzat de crimă în Maine, apoi este nevoit să plătească o amendă, este condamnat la închisoare și, în cele din urmă, este răpit în Salt Lake City, Utah, fiind eliberat doar după plata unei recompense. Lissy Wag se îmbolnăvește de bronșită, apoi scapă de o răpire menită să o oprească din cursa pentru câștigarea premiului și, în final, ajunge să se căsătorească cu Max Réal.
Jocul este câștigat de misteriosul XKZ, care se dovedește a fi însuși Hypperbone, un pasionat al "Jocului gâștei", care a fost dispus să își riște averea pentru a realiza acest proiect grandios de translatare a tablei de joc la nivelul întregii țări. În final, el se căsătorește cu Jovita Foley, prietena lui Lissy.

### Capitolele cărții
| - Capitolul I - Un oraș în sărbătoare - Capitolul II - William J. Hypperbone - Capitolul III - Oakswoods - Capitolul IV - "Cei șase" - Capitolul V - Testamentul - Capitolul VI - Harta pusă în circulație - Capitolul VII - Plecarea primului jucător - Capitolul VIII - Tom Crabbe tras după sine de John Milner - Capitolul IX - Unu și cu unu fac doi - Capitolul X - Un reporter la drum - Capitolul XI - Temerile Jovitei Foley - Capitolul XII - A cincea parteneră - Capitolul XIII - Aventurile comodorului Urrican - Capitolul XIV - Urmare la aventurile comodorului Urrican - Capitolul XV - Situația la 27 mai | - Capitolul I - Parcul Național - Capitolul II - Confuzia - Capitolul III - In pas de melc - Capitolul IV - Steagul verde - Capitolul V - Grotele din Kentucky - Capitolul VI - Valea Morții - Capitolul VII - Acasa,pe South Halstedt Street - Capitolul VIII - Lovitura Reverendului Hunter - Capitolul IX - Două sute de dolari pe zi - Capitolul X - Peregrinările lui Harris T. Kymbale - Capitolul XI - "Închisoarea" din Missouri - Capitolul XII - Un fapt senzațional pentru "Tribune" - Capitolul XIII - Ultimele aruncări de zaruri ale meciului Hypperbone - Capitolul XIV - Clopotul din Oakswoods - Capitolul XV - Ultima excentricitate |

## Compoziția

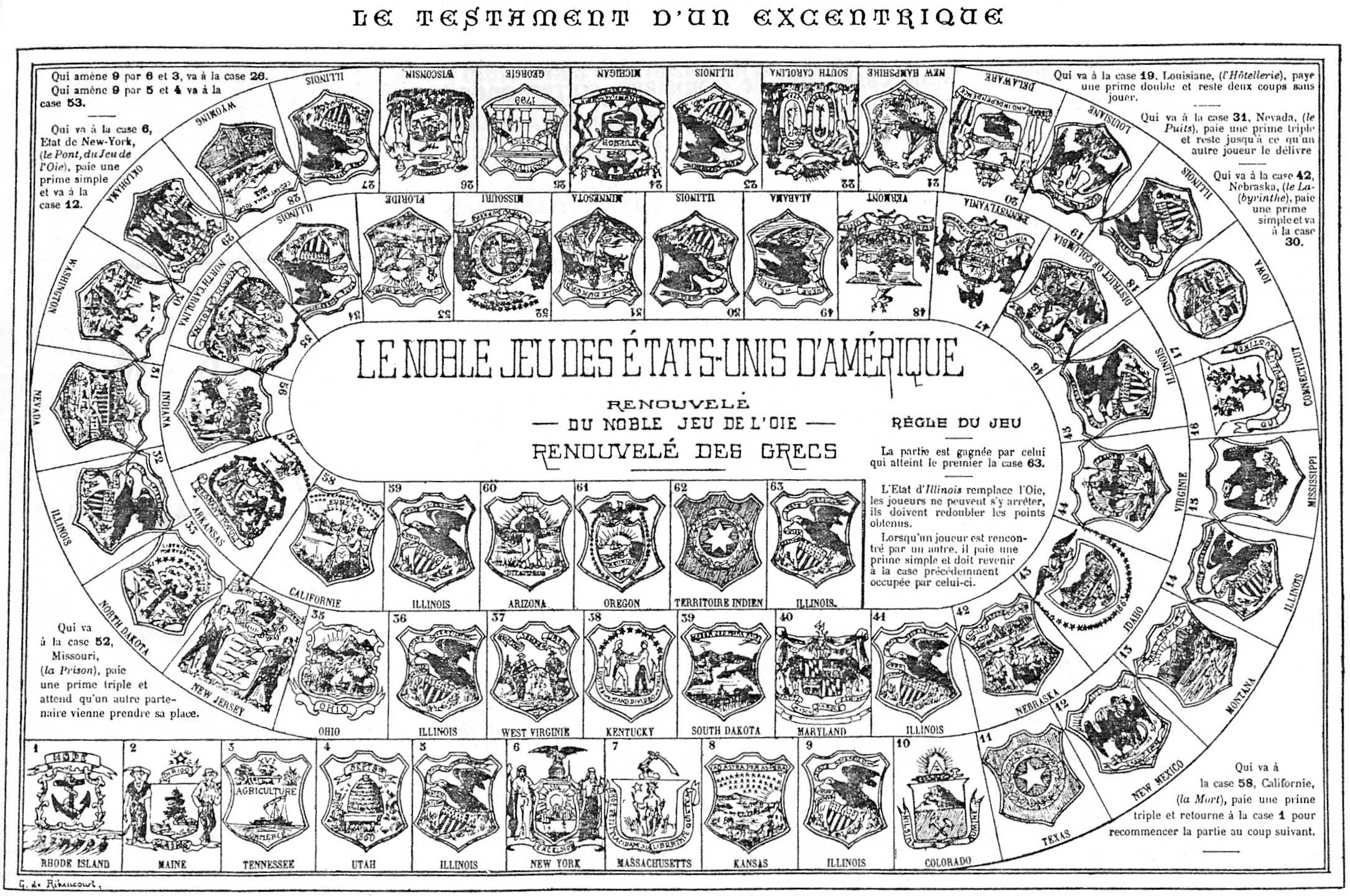
Harta Nobilului joc al Statelor Unite

Romanul reprezintă un pretext pentru a face cunoscute cititorului frumusețile teritoriului american, prin intermediul peripețiilor jucătorilor. Aceste peripeții se încheie la finele fiecărui capitol, deoarece acțiunea "sare" de la un participant la altul, fără a se focaliza asupra unuia anume. Romanul prezintă elemente comune cu Ocolul Pământului în 80 de zile, dar există o diferență esențială, după cum observă și Marie-Hélène Huet: dacă Phileas Fogg are traseul cunoscut de la începutul călătoriei, singura problemă constituind-o adaptarea lui pentru a se încadra în timp, în Testamentul unui excentric traseul călătorilor este rodul hazardului, fiind determinat de aruncarea de zaruri a notarului Tornbrock, care nu poate fi modificată. După cum spune poetul Stéphane Mallarmé, pe care Verne îl citează în carte, O aruncătură de zar nu exclude niciodată hazardul. Pentru Phileas Fogg este un pariu, în timp ce pentru participanții la "Nobilul joc al Statelor Unite" este doar un joc ale cărui cărți nu se află în mâinile lor.
Testamentul unui excentric se încheie printr-o lovitură de teatru care dovedește că Jules Verne a rămas la iubirea din tinerețe, când încerca să-și câștige existența la Paris scriind piese de teatru, chiar dacă a ajuns celebru prin intermediul altui gen literar, romanul de aventuri.

## Teme abordate în cadrul romanului
- Participarea la un joc transpus la un nivel gigantic (similar pariului lui Phileas Fogg din Ocolul Pământului în 80 de zile)
- Prezentarea unor personaje diverse, cu problemele lor specifice (lucru prezent și în Un oraș plutitor sau Insula cu elice)
- Goana după avere, pentru care oamenii sunt dispuși să călătorească oricât și să sacrifice orice (temă prezentă și în Vulcanul de aur)
- Lovitura de teatru din final, care răstoarnă tot ceea ce se știa despre acțiune, temă prezentă în mai multe romane verniene

## Lista personajelor
- William J. Hypperbone - bogătaș excentric, pasionat de "Jocul gâștei", dispus să își riște averea pentru pasiunea sa; participă la joc sub pseudonimul X.K.Z. și are pionul roșu
- Max Real - pictor cu ascendență franceză, simpatic, glumeț și filozof, are pionul violet
- Tommy - servitorul lui Max, un negru de 17 ani
- Tom Crabbe - boxer profesionist care ia cinci mese copioase pe zi, are pionul indigo
- John Milner - antrenorul lui Tom Crabbe
- Herman Titbury - cămătar avar, are pionul albastru
- Kate Titbury - soția lui Herman
- Harris T. Kymbale - reporter la ziarul Tribune, care îi asigură rutele cele mai exacte și precise pentru a ajunge repede la destinațiile desemnate de zar; el profită de ocazia jocului pentru a scrie articole despre curiozitățile locale; are pionul verde
- Lissy Wag - vânzătoare tânără și frumoasă într-un mare magazin din Chicago, "Marshall Field", are pionul galben
- Jovita Foley - colocatara și colega lui Lissy, discretă și timidă
- Hodge Urrican - marinar coleric, căpitan de cursă lungă, are pionul portocaliu
- Turk - matelot fidel al lui Urrican
- Notarul Tornbrock - executorul testamentar al lui Hypperbone, cel care arună zarurile pentru fiecare participant la joc
- Georges B. Higginbotham - președinte la Excentric Club
- James T. Davidson - membru al Excentric Club
- Gordon S. Allen - membru al Excentric Club
- Harry B. Andrews - membru al Excentric Club
- John I. Dickinson - membru al Excentric Club
- Thomas R. Carlisle - membru al Excentric Club
- John Hamilton - guvernatorul statului Illinois
- Bill Arrol - răufăcător care se ascunde sub numele de Robert Inglis
- Will Stanton - ciclist
- Robert Flock - ciclist
- John Berry - ciclist
- Fred Wilmot - ghid
- Cavanaugh - boxer care luptă cu Tom Crabbe
- D-na Réal - mama lui Max Réal
- Vincent Bruck - șeriful din Arondale
- Hugh Hunter
- Len William Horgarth - martor în procesele de divorț
- R. T. Ordak - judecător din Calais
- Isidorio

## Traduceri în limba română
- 1941 - Testamentul unui excentric (2 vol.), Ed. Cugetarea, traducere Th. Roman, 228 pag.
- 1974 - Testamentul unui excentric, Ed. Ion Creangă, Colecția "Biblioteca pentru toți copiii", nr. 35, traducere Teodora Cristea, 388 pag.
- 1981 - Testamentul unui excentric, Ed. Ion Creangă, Colecția "Jules Verne", vol. 30, traducere Teodora Cristea, 316 pag.
- 2002 - Testamentul unui excentric, Ed. Regis, 320 pag.
- 2010 - Testamentul unui excentric, Ed. Adevărul, Colecția "Jules Verne", vol. 30, traducere Cristina Tache, 440 pag., ISBN 978-606-539-176-5